# Diplomystes nahuelbutaensis
Diplomystes nahuelbutaensis är en fiskart som beskrevs av Gloria Arratia, 1987. Diplomystes nahuelbutaensis ingår i släktet Diplomystes och familjen Diplomystidae. IUCN kategoriserar arten globalt som otillräckligt studerad. Inga underarter finns listade i Catalogue of Life.